# Walt Disney World Golf Classic
De Walt Disney World Golf Classic was een jaarlijks golftoernooi in de Verenigde Staten en maakte deel uit van de Amerikaanse PGA Tour, van 1971 tot 2012. Het toernooi vond telkens plaats op de Walt Disney World Resort Golf in Lake Buena Vista, Florida.

## Geschiedenis
In 1971 werd het golftoernooi opgericht als het Walt Disney World Open Invitational en de eerste editie werd gewonnen door de Amerikaan Jack Nicklaus. Drie jaar later, in 1974, werd het formule van het toernooi veranderd in een teamcompetitie en de naam van het toernooi werd veranderd in het Walt Disney World National Team Championship. Dat bleef zo tot in 1981.
In 1982 werd er opnieuw gespeeld in een strokeplay-formule en deze wedstrijdformule werd behouden tot de laatste editie, in 2012. Van 1982 tot 2012 werd de naam van het toernooi meermaals hernoemd zoals de Walt Disney World Golf Classic en de Children's Miracle Network Classic.

## Winnaars
| Jaar                                          | Winnaar(s)                          | score                               | score                               | Info                                                 |                                     |
| Walt Disney World Open Invitational           | Walt Disney World Open Invitational | Walt Disney World Open Invitational | Walt Disney World Open Invitational | Walt Disney World Open Invitational                  | Walt Disney World Open Invitational |
| --------------------------------------------- | ----------------------------------- | ----------------------------------- | ----------------------------------- | ---------------------------------------------------- | ----------------------------------- |
| 1971                                          | Jack Nicklaus                       | 273                                 | –15                                 |                                                      |                                     |
| 1972                                          | Jack Nicklaus                       | 267                                 | –21                                 |                                                      |                                     |
| Walt Disney World Golf Classic                |                                     |                                     |                                     |                                                      |                                     |
| 1973                                          | Jack Nicklaus                       | 275                                 | –13                                 |                                                      |                                     |
| Walt Disney World National Team Championship  |                                     |                                     |                                     |                                                      |                                     |
| 1974                                          | Hubert Green & Mac McLendon         | 255                                 | –33                                 |                                                      |                                     |
| 1975                                          | Jim Colbert & Dean Refram           | 252                                 | –36                                 |                                                      |                                     |
| 1976                                          | Woody Blackburn & Billy Kratzert po | 260                                 | –28                                 | Wonnen de play-off van Gay Brewer en Bobby Nichols   |                                     |
| 1977                                          | Gibby Gilbert & Grier Jones         | 253                                 | –35                                 |                                                      |                                     |
| 1978                                          | Wayne Levi & Bob Mann               | 254                                 | –34                                 |                                                      |                                     |
| 1979                                          | George Burns & Ben Crenshaw         | 255                                 | –33                                 |                                                      |                                     |
| 1980                                          | Danny Edwards & David Edwards       | 253                                 | –35                                 |                                                      |                                     |
| 1981                                          | Vance Heafner & Mike Holl           | 246                                 | –42                                 |                                                      |                                     |
| Walt Disney World Golf Classic                |                                     |                                     |                                     |                                                      |                                     |
| 1982                                          | Hal Sutton po                       | 269                                 | –19                                 | Won de play-off van Bill Britton                     |                                     |
| 1983                                          | Payne Stewart                       | 269                                 | –19                                 |                                                      |                                     |
| 1984                                          | Larry Nelson                        | 266                                 | –22                                 |                                                      |                                     |
| Walt Disney World Open/Oldsmobile Classic     |                                     |                                     |                                     |                                                      |                                     |
| 1985                                          | Lanny Wadkins                       | 267                                 | –21                                 |                                                      |                                     |
| 1986                                          | Ray Floyd po                        | 275                                 | –13                                 | Won de play-off van Lon Hinkle en Mike Sullivan      |                                     |
| 1987                                          | Larry Nelson                        | 268                                 | –20                                 |                                                      |                                     |
| 1988                                          | Bob Lohr po                         | 263                                 | –25                                 | Won de play-off van Chip Beck                        |                                     |
| 1989                                          | Tim Simpson                         | 272                                 | –16                                 |                                                      |                                     |
| 1990                                          | Tim Simpson                         | 264                                 | –24                                 |                                                      |                                     |
| 1991                                          | Mark O'Meara                        | 267                                 | –21                                 |                                                      |                                     |
| 1992                                          | John Huston                         | 262                                 | –26                                 |                                                      |                                     |
| 1993                                          | Jeff Maggert                        | 265                                 | –23                                 |                                                      |                                     |
| 1994                                          | Rick Fehr                           | 269                                 | –19                                 |                                                      |                                     |
| 1995                                          | Brad Bryant                         | 198                                 | –18                                 |                                                      |                                     |
| 1996                                          | Tiger Woods                         | 267                                 | –21                                 |                                                      |                                     |
| 1997                                          | David Duval po                      | 270                                 | –18                                 | Won de play-off van Dan Forsman                      |                                     |
| National Rental Car Golf Classic Disney       |                                     |                                     |                                     |                                                      |                                     |
| 1998                                          | John Huston                         | 272                                 | –16                                 |                                                      |                                     |
| 1999                                          | Tiger Woods                         | 271                                 | –17                                 |                                                      |                                     |
| 2000                                          | Duffy Waldorf                       | 262                                 | –26                                 |                                                      |                                     |
| 2001                                          | Jose Coceres                        | 265                                 | –23                                 |                                                      |                                     |
| Disney Golf Classic                           |                                     |                                     |                                     |                                                      |                                     |
| 2002                                          | Bob Burns                           | 263                                 | –25                                 |                                                      |                                     |
| FUNAI Classic at the Walt Disney World Resort |                                     |                                     |                                     |                                                      |                                     |
| 2003                                          | Vijay Singh                         | 265                                 | –23                                 |                                                      |                                     |
| 2004                                          | Ryan Palmer                         | 266                                 | –22                                 |                                                      |                                     |
| 2005                                          | Lucas Glover                        | 265                                 | –23                                 |                                                      |                                     |
| 2006                                          | Joe Durant                          | 263                                 | –25                                 |                                                      |                                     |
| Children's Miracle Network Classic            |                                     |                                     |                                     |                                                      |                                     |
| 2007                                          | Stephen Ames                        | 271                                 | –17                                 |                                                      |                                     |
| 2008                                          | Davis Love III                      | 263                                 | –25                                 |                                                      |                                     |
| 2009                                          | Stephen Ames po                     | 270                                 | –18                                 | Won de play-off van Justin Leonard en George McNeill |                                     |
| 2010                                          | Robert Garrigus                     | 267                                 | –21                                 |                                                      |                                     |
| Children's Miracle Network Hospitals Classic  |                                     |                                     |                                     |                                                      |                                     |
| 2011                                          | Luke Donald                         | 271                                 | –17                                 |                                                      |                                     |
| 2012                                          | Charlie Beljan                      | 272                                 | –16                                 |                                                      |                                     |

| Toernooirecord |  | po = winnaar(s) na play-off |